# Versuch (italienisches Strafrecht)
Der Versuch (italienisch tentativo) ist im Strafrecht Italiens ein Deliktsstadium der Straftat. Er ist in Art. 56 des codice Rocco geregelt.

## Merkmale
Eine gesetzliche Definition findet sich in Art. 56 Abs. 1 des italienischen Strafgesetzbuches

“Art. 56. Delitto tentato. Chi compie atti idonei, diretti in modo non equivoco a commettere un delitto, risponde di delitto tentato, se l'azione non si compie o l'evento non si verifica.”

„Wer geeignete Handlungen ausführt, die in eindeutiger Weise auf die Begehung eines Verbrechens abzielen, ist für den Versuch des Verbrechens verantwortlich, wenn die Tat nicht zur Ausführung gelangt oder der Erfolg nicht eintritt.“

Der Versuch erfordert demnach zwei Elemente:
1. idoneità, die Geeignetheit der Handlung und
2. univocità, das Abzielen in eindeutiger Weise.